# Trevorvano Mackey
Trevorvano Mackey (né le 5 janvier 1992 à Nassau) est un athlète bahaméen, spécialiste du sprint.

## Biographie
Lors des Championnats d'Amérique centrale et des Caraïbes d'athlétisme 2013 à Morelia, il bat à deux reprises le record national du relais 4 × 100 m, en série et en finale, avec ses compatriotes Adrian Griffith, Jamial Rolle et Shavez Hart en dernier relayeur, d'abord en 38 s 92, puis en 38 s 77.
Le 10 août 2013, sa fédération annonce son dopage lors des championnats bahaméens et le retire des championnats du monde à Moscou.

### Palmarès
| Date | Compétition                                      | Lieu    | Résultat | Épreuve   | Performance |
| ---- | ------------------------------------------------ | ------- | -------- | --------- | ----------- |
| 2011 | Championnats panaméricains juniors               | Miramar | 8e       | 200 m     | 21 s 49     |
| 2011 | Championnats panaméricains juniors               | Miramar | 3e       | 4 × 100 m | 40 s 26     |
| 2013 | Championnats d'Amérique centrale et des Caraïbes | Morelia | 1er      | 4 × 100 m | 38 s 77     |

### Records
| Épreuve    | Performance | Lieu     | Date           |
| ---------- | ----------- | -------- | -------------- |
| 100 mètres | 10 s 25     | Nassau   | 21 juin 2013   |
| 200 mètres | 20 s 52     | Irapuato | 8 juillet 2012 |